# Nina Tower
A Nina Tower I egy Hongkongban található 80 emeletes felhőkarcoló. A torony eredeti változatát egyszerűen csak Nina Towernek nevezték, és ez lett volna akkoriban a világ legmagasabb épülete, 518 méterével. Azonban Chek Lap Kok repülőtérhez való közelsége miatt a torony magasságát korlátozni kellett, így az csak 318,8 m-es lehetett.
A torony felső 40 emelete egy 800 szobás, 5 csillagos szállodának ad otthont, a 10. és a 39. emelet közt pedig irodák vannak.